# Heliotropium longiflorum
Heliotropium longiflorum là loài thực vật có hoa trong họ Mồ hôi. Loài này được (A.DC.) Jaub. & Spach mô tả khoa học đầu tiên năm 1852.